# Robert Enke
Robert Enke (Jena, 24 agosto 1977 – Neustadt am Rübenberge, 10 novembre 2009) è stato un calciatore tedesco, di ruolo portiere, vicecampione d'Europa con la nazionale tedesca nel 2008.

## Biografia
Si è tolto la vita nel tardo pomeriggio del 10 novembre 2009, all'età di 32 anni, gettandosi sotto un treno nei pressi di un passaggio a livello della città di Eilvese (Neustadt am Rübenberge), dopo aver abbandonato la sua auto a pochi metri di distanza dai binari; lasciò la moglie Teresa Reim e una bambina adottiva di dieci mesi.

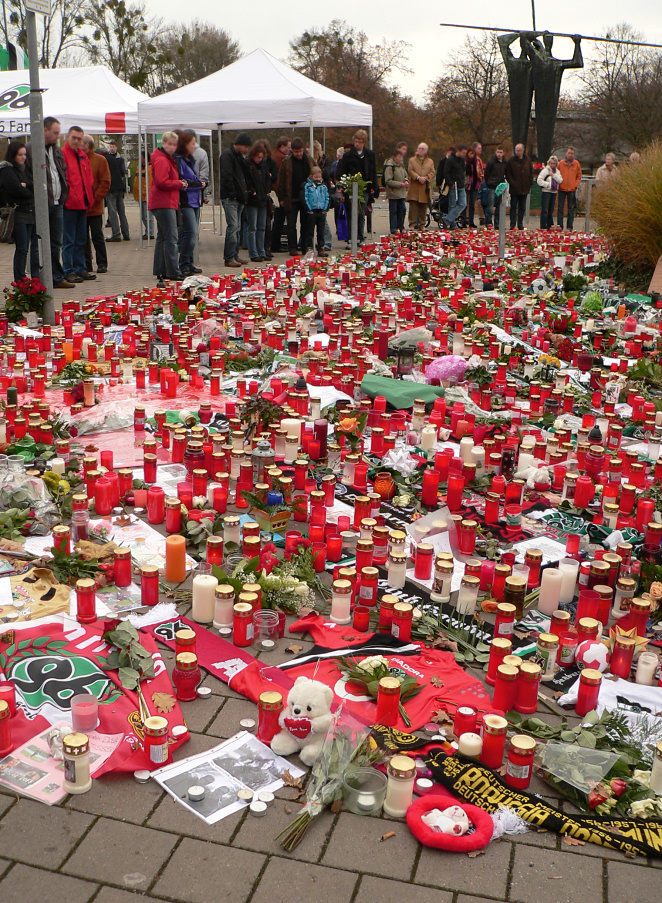
L'omaggio dei tifosi davanti all'AWD-Arena di Hannover all'indomani del suicidio di Enke

La vedova ha rivelato successivamente che il marito soffriva di depressione da circa sei anni, e che la sua situazione era peggiorata nel 2006 dopo che la figlia Lara, di due anni, era morta a causa di una rara malattia cardiaca. La polizia tedesca ha confermato l'esistenza di una lettera d'addio di Enke, nella quale il portiere si scusava con la moglie e il medico curante.
Una cerimonia funebre si è tenuta all'AWD-Arena di Hannover, stadio della squadra di calcio della città, in cui Enke militava dal 2004.

## Carriera

### Club
Inizia la carriera nelle squadre giovanili del club della sua città natale, il Carl Zeiss Jena, venendo promosso in prima squadra nella stagione 1995-1996. Debutta l'11 novembre contro l'Hannover 96, nella 2. Bundesliga, dopo che il portiere titolare Mario Neumann subisce 14 gol in tre partite. Viene a sua volta impiegato in tre gare, ma in seguito Neumann torna a essere il titolare sicché Enke non scende più in campo per il resto della stagione.
Non giocherà mai più per la squadra locale, in quanto viene acquistato dal Borussia M'gladbach, club della Bundesliga, nell'estate 1996. Gioca le prime due stagioni nel club Under-23 nelle serie inferiori, e debutta in prima squadra nel 1998-1999, quando il portiere titolare Uwe Kamps viene bloccato da un infortunio e pertanto il tecnico Friedel Rausch gli dà la possibilità di debuttare nella massima serie. Esordisce in Bundesliga il 15 agosto 1998 in una partita vinta per 3-0 contro lo Schalke 04.
Dopo la prima stagione da professionista viene acquistato dal Benfica dell'allenatore Jupp Heynckes, di cui diviene capitano.
In seguito allo stallo della trattativa per il rinnovo con il club lusitano, si accorda con il Barcellona dove si trasferisce a titolo gratuito nel 2002. In seguito dichiarerà che la posizione di portiere azulgrana è «il ruolo più difficile d'Europa», e finisce per essere la seconda scelta dietro a Roberto Bonano. Il suo debutto coincide con una sconfitta del Barcellona che viene eliminato dalla Coppa di Spagna, nel primo turno dell'11 settembre 2002, dal Novelda, squadra di terza serie. La sua unica esperienza nella Primera División consiste in 20 minuti giocati come sostituto di Bonano contro l'Osasuna il 2 marzo 2003 (2-2).
La stagione seguente, con Frank Rijkaard subentrato a Louis van Gaal, viene ceduto ai turchi del Fenerbahçe, allenati dal tedesco Christoph Daum, come contropartita di Rüştü Reçber che passa al club catalano. Anche in Turchia gioca una sola partita, ovvero la sconfitta per 3-0 contro i rivali dell'İstanbulspor il 10 agosto 2003.
Dopo quattro mesi passati fuori squadra al Barcellona, nel gennaio 2004 scende nella seconda serie spagnola passando in prestito al Tenerife, dove gioca per il resto della stagione.
Al termine della stagione ritorna in Bundesliga, firmando per l'Hannover 96. In breve tempo diventa la prima scelta tra i pali della squadra sassone, finché per la stagione 2007-2008 ne viene nominato capitano. Ha giocato l'ultima partita della sua vita l'8 novembre 2009, nel pareggio casalingo per 2-2 contro l'Amburgo.

### Nazionale
Rappresenta la Germania per la prima volta nel 1998, venendo convocato nell'Under-21 tedesca, con cui gioca in totale 15 gare. Il manager della nazionale maggiore, Erich Ribbeck, lo include nella rosa che partecipa alla FIFA Confederations Cup 1999, non scendendo mai in campo durante la competizione.
Resta fuori dal giro della nazionale negli anni seguenti, fino a quando il commissario tecnico Jürgen Klinsmann lo convoca in una gara di preparazione al campionato del mondo 2006, dai quali viene in seguito escluso.
Torna poco tempo dopo, grazie al nuovo selezionatore Joachim Löw, in una gara amichevole contro la Georgia, e debutta nell'amichevole persa contro la Danimarca il 28 marzo 2007. Nell'estate 2008 fa parte della squadra finalista agli Europei in Svizzera e Austria.

## Statistiche

### Presenze e reti nei club
Statistiche aggiornate all'8 novembre 2009.
| Stagione                   | Squadra                    | Campionato                 | Campionato | Campionato | Coppe nazionali | Coppe nazionali | Coppe nazionali | Coppe europee | Coppe europee | Coppe europee | Altre coppe | Altre coppe | Altre coppe | Totale | Totale |
| Stagione                   | Squadra                    | Comp                       | Pres       | Reti       | Comp            | Pres            | Reti            | Comp          | Pres          | Reti          | Comp        | Pres        | Reti        | Pres   | Reti   |
| -------------------------- | -------------------------- | -------------------------- | ---------- | ---------- | --------------- | --------------- | --------------- | ------------- | ------------- | ------------- | ----------- | ----------- | ----------- | ------ | ------ |
| 1995-1996                  | Carl Zeiss Jena            | BL2                        | 3          | -4         | -               | -               | -               | -             | -             | -             | -           | -           | -           | 3      | -4     |
| 1996-1997                  | Borussia M'gladbach        | BL                         | -          | -          | -               | -               | -               | -             | -             | -             | -           | -           | -           | -      | -      |
| 1997-1998                  | Borussia M'gladbach        | BL                         | -          | -          | -               | -               | -               | -             | -             | -             | -           | -           | -           | -      | -      |
| 1998-1999                  | Borussia M'gladbach        | BL                         | 32         | -73        | CG              | 4               | -5              | -             | -             | -             | -           | -           | -           | 36     | -78    |
| Totale Borussia M'gladbach | Totale Borussia M'gladbach | Totale Borussia M'gladbach | 32         | -73        |                 | 4               | -5              |               | -             | -             |             | -           | -           | 36     | -78    |
| 1999-2000                  | Benfica                    | PL                         | 26         | -          | CP              | 1               | -               | CU            | 6             | -12           | -           | -           | -           | 6+     | -12+   |
| 2000-2001                  | Benfica                    | PL                         | 26         | -          | CP              | 4               | -               | CU            | 2             | -4            | -           | -           | -           | 2+     | -4+    |
| 2001-2002                  | Benfica                    | PL                         | 25         | -          | CP              | 3               | -               |               | -             | -             | -           | -           | -           | ?      | -?     |
| Totale Benfica             | Totale Benfica             | Totale Benfica             | 77         | -          |                 | ?               | -?              |               | 8             | -16           |             | -           | -           | 8+     | -16+   |
| 2002-2003                  | Barcellona                 | PD                         | 1          | -2         | CR              | 1               | -3              | UCL           | 2             | -1            | -           | -           | -           | 4      | -6     |
| 2003-gen. 2004             | Fenerbahçe                 | TL                         | 1          | -3         | TK              | -               | -               | -             | -             | -             |             | -           | -           | 1      | -3     |
| gen-giu. 2004              | Tenerife                   | SD                         | 9          | -          | CR              | ?               | -?              | -             | -             | -             | -           | -           | -           | ?      | -?     |
| 2004-2005                  | Hannover 96                | BL                         | 34         | -36        | CG              | 4               | -5              | -             | -             | -             | -           | -           | -           | 38     | -41    |
| 2005-2006                  | Hannover 96                | BL                         | 32         | -43        | CG              | 3               | -5              | -             | -             | -             | -           | -           | -           | 35     | -48    |
| 2006-2007                  | Hannover 96                | BL                         | 34         | -50        | CG              | 4               | -2              | -             | -             | -             | -           | -           | -           | 38     | -52    |
| 2007-2008                  | Hannover 96                | BL                         | 34         | -56        | CG              | 2               | -3              | -             | -             | -             | -           | -           | -           | 36     | -59    |
| 2008-2009                  | Hannover 96                | BL                         | 24         | -47        | CG              | 2               | -2              | -             | -             | -             | -           | -           | -           | 26     | -49    |
| 2009-2010                  | Hannover 96                | BL                         | 6          | -5         | CG              | 1               | -3              | -             | -             | -             | -           | -           | -           | 7      | -8     |
| Totale Hannover 96         | Totale Hannover 96         | Totale Hannover 96         | 164        | -237       |                 | 16              | -20             |               | -             | -             |             | -           | -           | 180    | -257   |
| Totale carriera            | Totale carriera            | Totale carriera            | 280+       | -319+      |                 | 20+             | -25+            |               | 10            | -17           |             | -           | -           | 232+   | -364+  |

### Cronologia presenze e reti in nazionale
| Cronologia completa delle presenze e delle reti in nazionale ― Germania | Cronologia completa delle presenze e delle reti in nazionale ― Germania | Cronologia completa delle presenze e delle reti in nazionale ― Germania | Cronologia completa delle presenze e delle reti in nazionale ― Germania | Cronologia completa delle presenze e delle reti in nazionale ― Germania | Cronologia completa delle presenze e delle reti in nazionale ― Germania | Cronologia completa delle presenze e delle reti in nazionale ― Germania | Cronologia completa delle presenze e delle reti in nazionale ― Germania |
| Data                                                                    | Città                                                                   | In casa                                                                 | Risultato                                                               | Ospiti                                                                  | Competizione                                                            | Reti                                                                    | Note                                                                    |
| ----------------------------------------------------------------------- | ----------------------------------------------------------------------- | ----------------------------------------------------------------------- | ----------------------------------------------------------------------- | ----------------------------------------------------------------------- | ----------------------------------------------------------------------- | ----------------------------------------------------------------------- | ----------------------------------------------------------------------- |
| 28-3-2007                                                               | Duisburg                                                                | Germania                                                                | 0 – 1                                                                   | Danimarca                                                               | Amichevole                                                              | -1                                                                      |                                                                         |
| 20-8-2008                                                               | Norimberga                                                              | Germania                                                                | 2 – 0                                                                   | Belgio                                                                  | Amichevole                                                              | -                                                                       |                                                                         |
| 6-9-2008                                                                | Vaduz                                                                   | Liechtenstein                                                           | 0 – 6                                                                   | Germania                                                                | Qual. Mondiali 2010                                                     | -                                                                       |                                                                         |
| 10-9-2008                                                               | Helsinki                                                                | Finlandia                                                               | 3 – 3                                                                   | Germania                                                                | Qual. Mondiali 2010                                                     | -3                                                                      |                                                                         |
| 28-3-2009                                                               | Lipsia                                                                  | Germania                                                                | 4 – 0                                                                   | Liechtenstein                                                           | Qual. Mondiali 2010                                                     | -                                                                       |                                                                         |
| 1-4-2009                                                                | Cardiff                                                                 | Galles                                                                  | 0 – 2                                                                   | Germania                                                                | Qual. Mondiali 2010                                                     | -                                                                       |                                                                         |
| 29-5-2009                                                               | Shanghai                                                                | Cina                                                                    | 1 – 1                                                                   | Germania                                                                | Amichevole                                                              | -1                                                                      |                                                                         |
| 12-8-2009                                                               | Baku                                                                    | Azerbaigian                                                             | 0 – 2                                                                   | Germania                                                                | Qual. Mondiali 2010                                                     | -                                                                       |                                                                         |
| Totale                                                                  |                                                                         | Presenze                                                                | 8                                                                       |                                                                         | Reti                                                                    | -5                                                                      |                                                                         |